# Битка при Сантяго де Куба
Битката при Сантяго де Куба е решаващ военноморски бой на 3 юли 1898 г. между американския флот, воден от Уилям Сампсън и Уинфилд Шлей, срещу испанския флот, воден от Паскуал Сервера, който е по време на Испано-американската война.
Значително по-мощната ескадра на ВМС на САЩ, състояща се от два броненосни крайцера и две бронирани яхти, решително побеждава Кралския испански флот, състояща се от четири броненосни крайцера и два разрушителя. Всички испански кораби са потопени без никакви американски загуби. Съкрушителното поражение запечатва американската победа на кубинския театър на войната, осигурявайки независимостта на Куба от испанското владичество.

## Битката
Напрежението между Испания и Съединените щати ескалира заради поведението на Испания по време на усилията им да потушат войната за независимост на Куба, като много американци са развълнувани от силно преувеличени доклади за испански жестокости срещу кубинците. През януари 1898 г., страхувайки се от съдбата на американските интереси в Куба от войната, крайцерът USS „Maine“ е изпратен да ги защити. По-малко от месец по-късно крайцерът експлодира, докато е на котва в пристанището на Хавана, убивайки 266 моряци и разпалвайки американското мнение, като Испания е представена като виновник в американските медии по това време, независимо от действителния източник на експлозията. Два месеца по-късно войната е обявена.
Американците разбират, че победата над значителна испанска ескадрила, разположена тогава в Куба е жизненоважна за осигуряване на победа във войната. Ескадра, състояща се от шест военни кораба е изпратена да гарантира успеха, командвана от Сампсън и Шлей, като всеки адмирал има свой собствен подход към военноморската война. На 3 юли испанската ескадра излиза от пристанището, за да влезе в битка с американците. Испанците, напълно неподготвени и превъзхождани с оръжие, правят отчаян опит да достигнат открито море с американските бойни кораби и крайцери. Целият испански флот е потопен с минимални загуби за американците.
Американците изкарват от водата общо 1889 испански моряци, сред които Сервера. Пленените испанци са третирани с уважение и грижа от американците, а Сервера печели уважение от американските офицери за достойното си поведение по време и след битката. Въпреки че битката гарантира, че американската кампания в Куба ще завърши с успех, скоро възниква напрежение между Сампсън и Шлей, като различни страни във ВМС на САЩ и американската общественост обсъждат кой адмирал е дал по-голям принос за победата и спорът достига бюрото на президента Теодор Рузвелт. Битката остава една от най-значимите военноморски битки в морската история на САЩ.